# 2-methylmethcathinon
2-methylmethcathinon (2-MMC) is een recreatieve designerdrug met stimulerende effecten.
Het betreft een zogeheten gesubstitueerd cathinon-derivaat, nauw verwant aan beter bekende drugs zoals 3-methylmethcathinon (3-MMC) en 4-methylmethcathinon (4-MMC of mefedron).